# دير كعشة (أسلم)

تعديل مصدري - تعديل

ديركعشة هي إحدى قرى عزلة أسلم اليمن بمديرية أسلم التابعة لمحافظة حجة، بلغ تعداد سكانها 27 نسمة حسب تعداد اليمن لعام 2004.